# Euxoa obsoletapallida
Euxoa obsoletapallida är en fjärilsart som beskrevs av Tutt 1892. Euxoa obsoletapallida ingår i släktet Euxoa och familjen nattflyn. Inga underarter finns listade i Catalogue of Life.